# Добри-Ляс (Підляське воєводство)
Добри-Ляс (пол. Dobry Las) — село в Польщі, у гміні Збуйна Ломжинського повіту Підляського воєводства.
Населення — 458 осіб (2011).
У 1975-1998 роках село належало до Ломжинського воєводства.

## Демографія
Демографічна структура станом на 31 березня 2011 року:
|          | Загалом | Допрацездатний вік | Працездатний вік | Постпрацездатний вік |
| -------- | ------- | ------------------ | ---------------- | -------------------- |
| Чоловіки | 245     | 48                 | 155              | 42                   |
| Жінки    | 213     | 32                 | 115              | 66                   |
| Разом    | 458     | 80                 | 270              | 108                  |